# Räddningspaket
Räddningspaket (engelska: bailout) är en ekonomisk term för de likvida medel som ekonomiskt nödställda länder, företag eller finansinstitut tilldelas för att kunna fullgöra sina åtaganden under den närmaste framtiden och undvika bankrutt. Ofta tilldelas räddningspaketet av en regering eller ett konsortium av investerare som i utbyte kräver kontroll över den räddade institutionen.